# Петровка (приток Оби)
Петровка — река в Алтайском крае России. Устье реки находится в 44 км по правому берегу реки Заломная. Длина реки составляет 88 км. Площадь водосборного бассейна — 1140 км².

## Притоки
- 16 км: Поперечная (пр)
- 60 км: Песьянка (пр)

## Данные водного реестра
По данным государственного водного реестра России относится к Верхнеобскому бассейновому округу, водохозяйственный участок реки — Обь от слияния рек Бия и Катунь до города Барнаул, без реки Алей, речной подбассейн реки — бассейны притоков (Верхней) Оби до впадения Томи. Речной бассейн реки — (Верхняя) Обь до впадения Иртыша.